# Bergrevier
Ein Bergrevier, auch einfach nur Revier genannt, oder als Bergamtsrevier oder Bergdistrict, Bergamtsbezirk, oder Bergwerksdistrikt, bezeichnet, ist ein bestimmter geographisch umrissener Bezirk, der unter der Kontrolle und der Verwaltung einer einzelnen Bergbehörde steht. Zu diesem Bezirk gehören die darin befindlichen Bergwerke, Salzwerke und Hütten. In neueren Schriften wird für diese Bezirke auch der Begriff Bergbaurevier verwendet.

## Grundlagen und Geschichte
Bis ins Mittelalter wurde der Bergbau nur in geringem Umfang ausgeübt. Es gab relativ wenig Bergwerke, die den jeweiligen Landesherrn unterstanden. Deren Verwaltung wurde von einem, von dem jeweiligen Landesherrn eingesetzten, Beamten durchgeführt. Geregelt wurde das Bergwesen durch entsprechende, in den jeweiligen Ländern gültige, Bergverordnungen. Nachdem der Bergbau an Umfang zunahm und immer mehr Bergwerke entstanden, war die Verwaltung der Bergwerke durch eine einzelne Person nicht mehr möglich. Aus diesem Grund wurden in den Ländern, in denen Bergwerke vorhanden waren, diese in mehrere kleinere Berg-Distrikte aufgeteilt. Jeder einzelne Distrikt unterstand einem eigenen Bergamt, welches nur für das ihr zugeteilte und unterstellte Bergrevier zuständig war. Leiter eines jeden Bergreviers war der für dieses Bergrevier zuständige Bergmeister. Sitz des Bergamtes war die Hauptbergstadt des Bergreviers. Mehrere Berg-Distrikte zusammengefasst bildeten einen Haupt-Bergwerks-Distrikt, auch Oberbergamtdistrikt genannt, der einem Oberbergamt unterstellt war. Oberster Leiter des Bergwesens war dort der Berghauptmann. In Ländern, in denen sehr viel Bergwerke vorhanden waren, gab es auch mehrere Oberbergämter, denen jeweils ein Oberbergamtdistrikt unterstellt war. Die Oberbergämter waren wiederum dem zuständigen Ministerium unterstellt.

## Größe
Die Größe eines Bergreviers ist je nach Land unterschiedlich geregelt. Es gibt Länder, in denen ist die geographische Lage des Landes ausschlaggebend für die Größe der einzelnen Bergreviere. In anderen Ländern, wie zum Beispiel Österreich, war die Größe des Bergreviers von der Anzahl der Bergwerke und der Größe derer Grubenfelder abhängig. Hier legt die Bergbehörde im Einvernehmen mit den beteiligten Bergwerksbetreibern die Anzahl der Bergwerke pro Bergrevier fest. Die Größe eines Bergreviers war auch nicht für alle Zeiten eine starre Größe. Durch Umstellungen innerhalb der jeweiligen Oberbergamtdistrikte konnte es zu Veränderungen in den Abgrenzungen der dazugehörenden Bergreviere kommen. So kam es vor, dass zwei bisher eigenständige Bergreviere zu einem neuen, größeren, Bergrevier vereint wurden. Außerdem war es auch möglich, dass einem Bergrevier Teile eines anderen Bergreviers aus einem anderen Land zugeschlagen wurden.

## Benennung
Jedes Bergrevier muss mit einem bestimmten Namen bezeichnet werden. In der Regel wurden die einzelnen Bergreviere nach dem Hauptbergort des jeweiligen Bergreviers benannt. Zum Beispiel das Bergrevier Wetzlar, oder das Freiberger Bergrevier. Es bestand aber auch die Möglichkeit, das jeweilige Bergrevier nach einer Region zu benennen wie z. B. das Ruhrrevier, das seinen Namen sogar beibehielt, obwohl die Hauptaktivitäten des Bergbaus bereits überwiegend nördlich der Emscher stattfanden. Es war auch möglich, dass Bergreviere umbenannt wurden, z. B. wurde das Bergrevier St. Goar umbenannt in Bergrevier Coblenz II. Wurden Bergreviere vereinigt, so erhielt das neu gebildete Bergrevier ebenfalls einen neuen Namen. Dieser Name konnte aus den Namen der zusammengelegten Reviere bestehen, wie bei der Zusammenlegung der Bergreviere Brühl und Unkel zum Bergrevier Brühl-Unkel.